# Boghé, Mauritania
Boghé este o comună din departamentul Boghé, Regiunea Brakna, Mauritania, cu o populație de 37.531 locuitori.